# خمرقلندران
خمرقلندران، روستایی از توابع بخش جناح شهرستان بستک در استان هرمزگان ایران است.

## جمعیت
این روستا در دهستان فرامرزان قرار دارد و براساس سرشماری مرکز آمار ایران در سال ۱۳۸۵، جمعیت آن ۱۱۸ نفر (۲۲خانوار) بوده‌است.